# Фольгария
Фольгария (итал. Folgaria) — коммуна в Италии, располагается в провинции Тренто области Трентино-Альто-Адидже.
Население составляет 3083 человека, плотность населения составляет 43 чел./км². Занимает площадь 71 км². Почтовый индекс — 38064. Телефонный код — 0464.
Покровителем коммуны почитается священномученик Лаврентий, празднование 10 августа.

## Города-побратимы
- Херингсдорф, Германия